# BET+
BET+ (pronunciado como BET Plus) é uma plataforma digital de streaming de vídeos sob demanda, operado pela Tyler Perry Studios e a BET Networks. O serviço foi anunciado em 24 de junho de 2019 e lançado em 19 de setembro de 2019.
A BET+ apresenta filmes e séries de televisão originais e produções exclusivas de Tyler Perry como parte do acordo entre as partes. Will Packer e Tracy Oliver também assinaram contrato para produzir programação original para o serviço. O serviço foi criado como parte de uma estratégia de investimento da Viacom em plataformas digitais no ano de 2017. Antes do anúncio da BET+, a Viacom adquiriu a plataforma de streaming gratuito Pluto TV em 4 de março de 2019 e lançou canais da marca BET. Ocasionalmente, a programação da BET+ é transmitida no canal premium Showtime para promover o serviço.